# Synapturanus danta
La rana danta o rana tapir (Synapturanus danta) es una especie de rana de la familia Microhylidae que fue descrita en 2022. Tiene una nariz alargada similar a la de un tapir o danta, lo que le da su nombre común.

## Taxonomía
Synapturanus danta fue descrita en 2022 por Germán Chávez, un investigador del Instituto Peruano de Herpetología. El holotipo de la especie es un espécimen macho colectado en la Provincia de Putumayo del Perú. El nombre de la especie se deriva de "rana danta", el término local en Idioma español para la rana.
La especie forma parte de Microhylidae, una familia ampliamente distribuida con más de 650 especies de ranas diminutas.

## Descripción
Synapturanus danta tiene una longitud total de 17.6 a 17.9 milímetros. La nariz de la rana es extendida, parecida a la de un tapir o danta, lo que le da sus nombres comunes. Su piel es de color marrón, a veces con manchas amarillas o naranjas. Esta coloración ha llamado la atención a causa de su similitud con el chocolate, y ha sido comparada específicamente con las ranas de chocolate de la serie de libros y películas Harry Potter.
La rana habita en la cuenca del Río Putumayo. Fue descubierta en 2019 durante una expedición que buscaba conseguir información respecto a las especies nativas de la cuenca. El primer espécimen encontrado era un macho juvenil de menos de un tercio de pulgada de longitud. Otros dos ejemplares fueron hallados cuando los investigadores escucharon un pitido proveniente del subsuelo. Fueron encontrados viviendo bajo las raíces de árboles de Clusia.
Se distingue de otros miembros de Synapturanus por su forma corporal más delgada. Otras ranas de este género usan su mayor tamaño para excavar en el terreno, pero el cuerpo de S. danta está mejor adaptado para el suelo más flojo de las turberas en las que habita. También emite un llamado distintivo, con una frecuencia dominante de entre 1.73 y 1.81 kilohercios y una longitud de nota de 0.05 a 0.06 segundos.

## Cultura popular
Una imagen de la rana que fue subida al sitio Twitter recibió atención, donde los comentarios describían a la rana como un "pequeño amigo de piel suave".

## Conservación
La población y distribución de S. danta son muy poco conocidas. No ha sido clasificada por la UICN, pero el artículo de su descripción sugiere que se le debería dar la categoría de datos insuficientes. El Río Putumayo es el único tributario del Río Amazonas sin ningún tipo de represas existentes o propuestas. El área alrededor de la localización tipo se ha visto afectada levemente por la deforestación.